# Col de Sainte-Marie
De Col de Sainte-Marie (soms ook col de Pietralba) is een relatief lage bergpas in de gemeente Pietralba op het Franse eiland Corsica. Over de pas lopen twee wegen: de departementale weg D8 en de territoriale weg T30. De laatste is gekend als la Balanina en is aangelegd als "voie rapide" (weinig scherpe bochten). 
De T30 (aangelegd als N197) is in 1998 aangelegd en laat hoge snelheden toe. De D8 is een veel oudere weg en kent een bochtig tracé. Vóór de aanleg van de N197 (nu T30) gebeurde de verbinding van L'Île-Rousse met Ponte-Leccia via de weg over de Col de San Colombano (692 m). Deze pas is hoger, maar verbindt beide plaatsen in een meer rechte lijn (doch ook via een zeer bochtig tracé).
De T30 verbindt L'Île-Rousse aan de kust met Ponte-Leccia in de vallei van de Golo. Vanuit Ponte-Leccia is via de vallei van de Golo de oostkust en Bastia te bereiken, maar via de Collo di San Quilico is ook Corte en (verder) Ajaccio te bereiken.
De pas vormt een klimatologische grens tussen de invloed van de zee in het noorden en een meer continentaal klimaat in het bekken van Ponte-Leccia. Dit laatste gebied wordt gekenmerkt door koude winters en hete zomers.

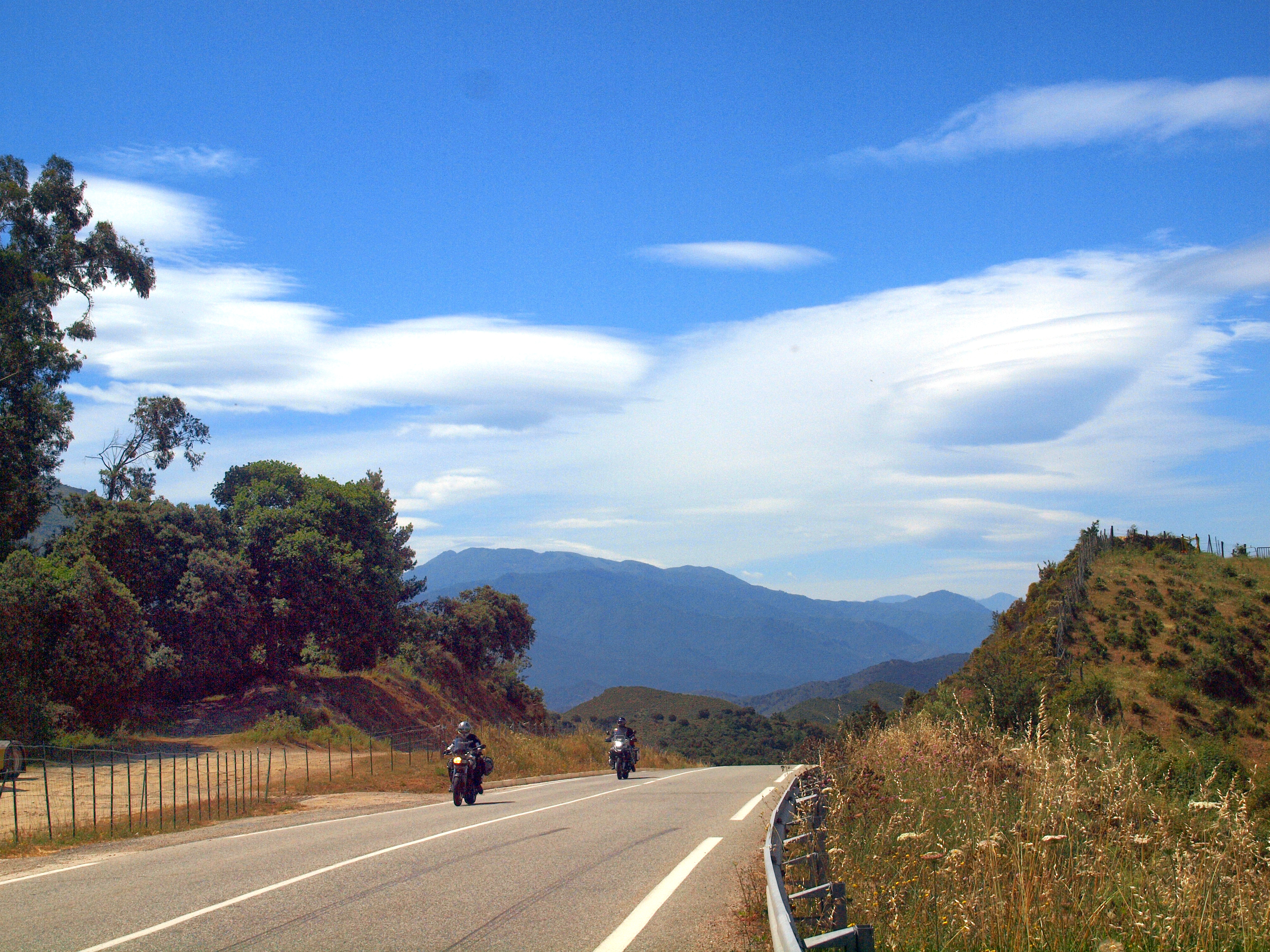
La Balanina net ten zuiden van de Col de Sainte-Marie

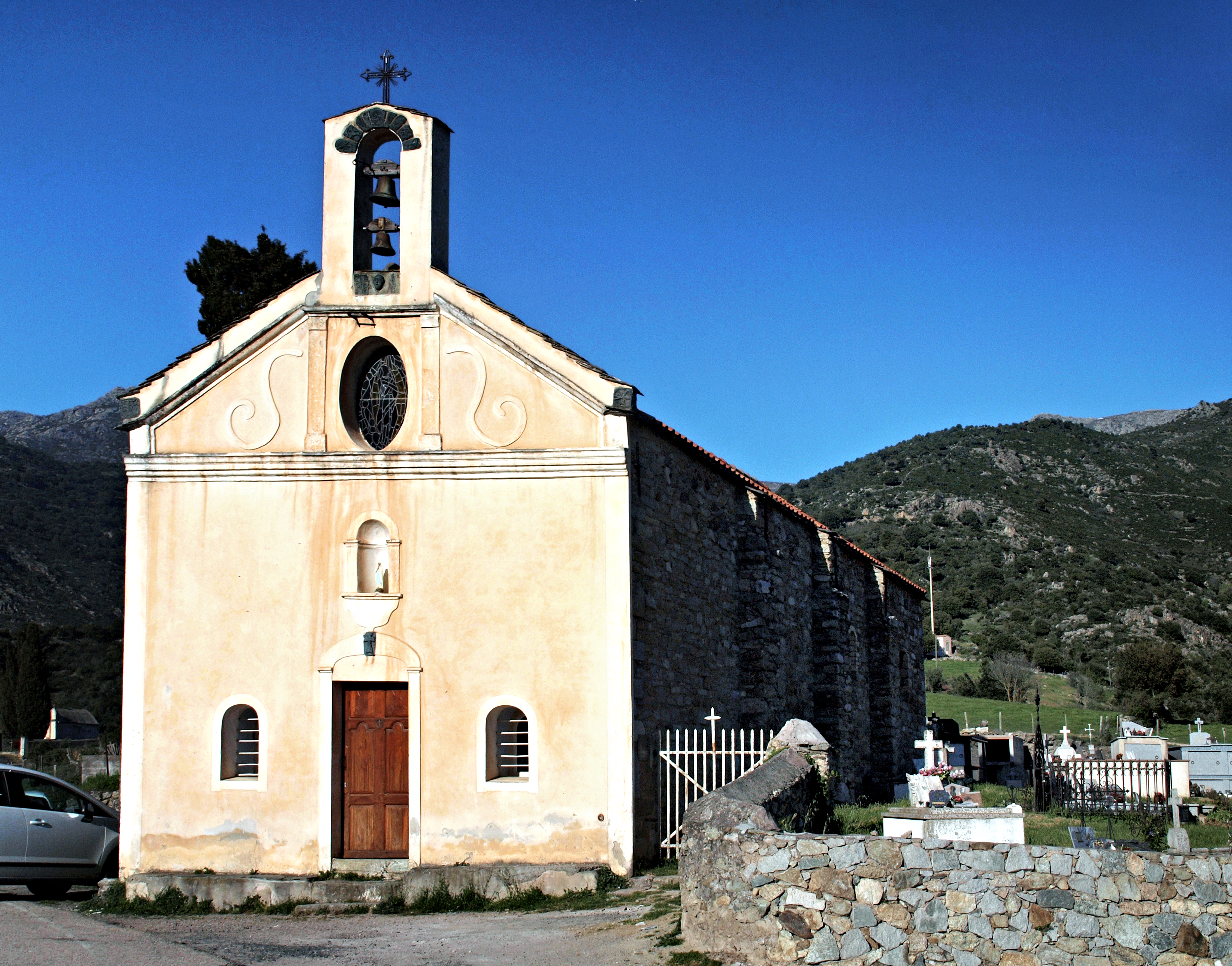
De kerk (met kerkhof) op de col